# Поду-Стойка
Поду-Стойка (рум. Podu Stoica) — село у повіті Вранча в Румунії. Входить до складу комуни Неружа.
Село розташоване на відстані 163 км на північ від Бухареста, 33 км на північний захід від Фокшан, 106 км на північний захід від Галаца, 93 км на схід від Брашова.

## Населення
За даними перепису населення 2002 року у селі проживали 325 осіб, усі — румуни. Усі жителі села рідною мовою назвали румунську.